# Volkspartei Burgenland
Die Volkspartei Burgenland ist die Landesorganisation der Österreichischen Volkspartei (ÖVP) im Bundesland Burgenland und eine eingetragene Partei lt. Parteiengesetz 2012. Im burgenländischen Landtag hält die ÖVP derzeit acht Mandate und stellt den dritten Landtagspräsidenten, einen Abgeordneten zum Nationalrat.

## Organisation
Die ÖVP Burgenland ist wie die Bundespartei sowohl territorial als auch funktional gegliedert. Sie wird durch eine Landesorganisation gebildet, die ihren Sitz in Eisenstadt hat. Diese ist wiederum durch sieben Bürgerbüros in den Bezirksvororten sowie durch Gemeinde- und Ortsparteiorganisationen in den Gemeinden vertreten. Funktional weist die ÖVP Burgenland eine bündisch gegliederte Struktur auf.

## Geschichte

### Nachkriegszeit
1945 fanden in Österreich bundesweit Parteiengründungen statt. Zu jener Zeit formierte sich auf dem Gebiet des vormaligen Burgenlandes unter der Federführung des früheren christlichsozialen Politikers Lorenz Karall eine Gruppe, die sich, gemeinsam mit Vertretern der SPÖ und KPÖ, für die Wiedererrichtung des Burgenlandes einsetzte. Aus dem Kreis um Karall, dem unter anderem Johann Habeler, Adalbert Riedl, Josef Lentsch u. a. angehörten, entstand die ÖVP Burgenland. Im Zuge der ersten demokratischen Wahlen in der Zweiten Republik am 25. November 1945 ging die ÖVP bei dem als Nationalrats-, Landtags- und Gemeinderatswahl durchgeführten Urnengang mit 51,7 Prozent als stärkste Partei im Burgenland hervor. 1946 wählte der Landtag Karall zum Landeshauptmann des Burgenlandes. Getragen von pragmatischer Kooperation zwischen ÖVP und SPÖ wurde der Aufbau im Land vorangetrieben.
1956 übergab Karall sein Amt an den damaligen Wirtschaftskammerpräsidenten Johann Wagner. In seine Amtszeit fiel unter anderem 1958 die Gründung der Burgenländischen Elektrizitätswirtschaftsaktiengesellschaft (BEWAG, heute Energie Burgenland). Wagner blieb bis 1961 Landeshauptmann. Sein Nachfolger, der Lehrer Josef Lentsch, legte in seiner politischen Arbeit einen Schwerpunkt auf die Bildungspolitik. In rund zwei Jahrzehnten verlor die ÖVP Burgenland bei der Landtagswahl 1964 die Mehrheit im Landtag und in der Folge auch das Amt des Landeshauptmannes.

### Verlust der Mehrheit
Die ÖVP Burgenland, die fortan als zweite Kraft im Land die Funktion des Landeshauptmann-Stellvertreters besetzte, engagierte sich als Regierungspartner vor allem für die Wirtschaft und Landwirtschaft. Sie forderte eine Eindämmung der Verschuldung des Landes.
Bei den Wahlen 1968 erreichte die SPÖ im Burgenland die absolute Mehrheit, die sie unter Landeshauptmann Theodor Kery bis 1982 hielt. Eine 1976 von SPÖ und FPÖ beschlossene Landtagswahlordnung wurde 1978 auf Einspruch der ÖVP Burgenland als verfassungswidrig aufgehoben, erst 1979 wurden unter dem neuen ÖVP-Landeshauptmann-Stellvertreter Franz Sauerzopf die Verhandlungen dazu wieder aufgenommen. Die Änderung der Wahlordnung wurde 1981 beschlossen und sah unter anderem die Erhöhung der Zahl der Regierungsmitglieder von 6 auf 7 sowie der Anzahl der Landtagsmandate von 32 auf 36 vor. Als Reaktion auf den Skandal rund um die Wohnbaugenossenschaft Ost 1982 und deren Obmann und ÖVP-Landtagsabgeordneten Ernst Rauchwarter übernahm Landeshauptmann-Stellvertreter Franz Sauerzopf die Verantwortung und trat von seinen Ämtern zurück. 1987 kehrte er als Landeshauptmann-Stellvertreter zurück und führte die Partei in die Landtagswahl, in der die SPÖ die absolute Mehrheit verlor. Durch die Mandatsverteilung von 17 (SPÖ) und 16 (ÖVP) einigten sich die Parteien in Vorgesprächen darauf, Franz Sauerzopf zum Landeshauptmann zu wählen. Letztendlich platzte die Vereinbarung, da ein Abgeordneter bei der geheimen Wahl gegen Sauerzopfs gestimmt hatte.
1993 folgte Gerhard Jellasitz in der Funktion des Landeshauptmann-Stellvertreters auf Franz Sauerzopf. In die Ära von Gerhard Jellasitz fällt der Beitritt Österreichs zur Europäischen Union. Im Burgenland hatten 1994 immerhin 66,6 Prozent der Bevölkerung für den EU-Beitritt gestimmt. Durch die EU-Mitgliedschaft wurden vielfältige Förderungen ausgelöst, die einerseits in den Wirtschaftsstandort Burgenland investiert wurden und andererseits in Form von ÖPUL-Förderungen in die Stärkung der Landwirtschaft und Umwelt flossen.
Nach der Landtagswahl 2000, bei der die SPÖ trotz des Rücktritts von Landeshauptmann Karl Stix (SPÖ) einen Zugewinn, die ÖVP hingegen Verluste verzeichnete, trat Gerhard Jellasitz (ÖVP) zurück. Auf ihn folgte Franz Steindl (ÖVP), unter dessen Führung die Partei 2005 wieder an Wählerstimmen gewann. Die SPÖ erreichte die absolute Mehrheit. Vor allem auf Betreiben der Jungen ÖVP waren 2005 erstmals in Österreich 16- und 17-Jährige bei einer Landtagswahl wahlberechtigt. Zwei Jahre später wurde Wählen ab 16 auf Bundesebene beschlossen.
Im Rahmen der nach der Landtagswahl 2010 geschlossenen Koalition zwischen SPÖ und ÖVP wurde 2014 die – sich seit 1998 in Arbeit befindende – neue Landesverfassung beschlossen. Sie trat ebenso wie das erarbeitete Tourismusgesetz 2015 in Kraft.
Die Koalition der SPÖ mit der FPÖ Burgenland nach der Landtagswahl 2015 beendete die Zusammenarbeit zwischen SPÖ und ÖVP. Die ÖVP hatte bis zu diesem Jahr den Landeshauptmann-Stellvertreter sowie zwischen 1987 und 2000 den ersten Landtagspräsidenten gestellt. Seit dem Ausscheiden aus der Regierung bildet die ÖVP Burgenland im Landtag die stimmenstärkste Oppositionspartei. 
In den Jahren 2015 bis 2020 war Thomas Steiner Obmann der ÖVP Burgenland, die Funktion des Landesgeschäftsführers bekleidete Christoph Wolf, jene des Klubobmanns der ÖVP Burgenland übte  Christian Sagartz aus.
Nach der Landtagswahl 2020 folgte Christian Sagartz Thomas Steiner als ÖVP-Obmann nach, Markus Ulram wurde ÖVP-Klubobmann im Landtag, Patrik Fazekas übernahm von Christoph Wolf die Landesgeschäftsführung. Nach der Landtagswahl 2025 wurde im April 2025 Christoph Zarits als Landesparteiobmann designiert, Bernd Strobl wurde vom Landtagsklub zum Klubobmann gewählt.

## Mitglieder der Bundesregierung
Mit Franz Soronics (ÖVP) wurde 1963 der erste Burgenländer als Mitglied der Bundesregierung angelobt. Soronics war zuerst Staatssekretär im Innenministerium und von 1968 bis 1970 Innenminister. Von 1987 bis 1989 bekleidete der vormalige burgenländische Wirtschaftskammerpräsident Robert Graf (ÖVP) das Amt des Wirtschaftsministers, Nikolaus Berlakovich (ÖVP) war von 2008 bis 2013 Bundesminister für Land- und Forstwirtschaft, Umwelt- und Wasserwirtschaft. Berlakovich vertritt die ÖVP Burgenland derzeit gemeinsam mit Gabriela Schwarz und Christoph Zarits im Österreichischen Nationalrat.

## Landesparteiobleute der ÖVP Burgenland seit 1945
- 1945–1963: Lorenz Karall
- 1963–1968: Josef Lentsch
- 1968–1978: Franz Soronics
- 1978–1982: Franz Sauerzopf
- 1982–1985: Rudolf Grohotolsky
- 1985–1991: Franz Sauerzopf
- 1991–2001: Gerhard Jellasitz
- 2001–2015: Franz Steindl
- 2015–2020: Thomas Steiner[5][6]
- 2020–2025: Christian Sagartz[5][6]
- seit 2025: Christoph Zarits (designiert)[1]

## Landeshauptmänner und Stellvertreter
- Landeshauptmann Lorenz Karall (1945–1956)
- Landeshauptmann Johann Wagner (1956–1961)
- Landeshauptmann Josef Lentsch (1961–1964)
- LH-Stv. Reinhold Polster (1964–1972)
- LH-Stv. Franz Sauerzopf (1978–1982)
- LH-Stv. Rudolf Grohotolsky (1982–1986)
- LH-Stv. Franz Sauerzopf (1986–1993)
- LH-Stv. Gerhard Jellasitz (1993–2000)
- LH-Stv. Franz Steindl (2000–2015)[9]

## Wahlergebnisse ÖVP Burgenland seit 1945
| Jahr | %    | Spitzenkandidat   |
| ---- | ---- | ----------------- |
| 1945 | 51,8 | Lorenz Karall     |
| 1949 | 52,6 | Lorenz Karall     |
| 1953 | 48,4 | Lorenz Karall     |
| 1956 | 49,2 | Lorenz Karall     |
| 1960 | 48,1 | Johann Wagner     |
| 1964 | 47,3 | Josef Lentsch     |
| 1968 | 46,6 | Reinhold Polster  |
| 1972 | 45,9 | Franz Soronics    |
| 1977 | 45,1 | Franz Soronics    |
| 1982 | 43,0 | Franz Sauerzopf   |
| 1987 | 41,5 | Franz Sauerzopf   |
| 1991 | 38,2 | Franz Sauerzopf   |
| 1996 | 36,1 | Gerhard Jellasitz |
| 2000 | 35,3 | Gerhard Jellasitz |
| 2005 | 36,4 | Franz Steindl     |
| 2010 | 34,6 | Franz Steindl     |
| 2015 | 29,1 | Franz Steindl     |
| 2020 | 30,6 | Thomas Steiner    |

## Teilorganisationen
Die ÖVP Burgenland ist – wie auch die Bundesorganisation – in Bünden organisiert, die finanziell autonom agieren. An ihrer Spitze steht jeweils eine Obfrau bzw. ein Obmann.
Die Bünde und ihr Obleute im Burgenland:
- ÖAABBurgenland: Obmann Christian Sagartz
- Bauernbund Burgenland: Obmann DI Nikolaus Berlakovich
- ÖVP Frauen: Obfrau Julia Wagentristl[11]
- Wirtschaftsbund Burgenland: Obmann Peter Nemeth
- ÖSB Burgenland: Obmann Rudolf Strommer
- JVP Burgenland: Obleute Sebastian Steiner (bis 2023)[12] und Vanessa Tuder (seit 2023)[12]

Als Interessensvertretung der burgenländischen Gemeinden gegenüber Land und Bund fungiert der ÖVP-nahe Burgenländische Gemeindebund, dessen Präsident Leo Radakovits ist. Bildungsinstitution der burgenländischen ÖVP-Gemeindepolitiker ist die Kommunalakademie Burgenland.